# Chionodraco rastrospinosus
Chionodraco rastrospinosus is een straalvinnige vis uit de familie van Channichthyidae en behoort derhalve tot de orde van baarsachtigen (Perciformes). De vis kan een lengte bereiken van 52 cm. 

## Leefomgeving
Chionodraco rastrospinosus is een zoutwatervis. De vis prefereert een polair klimaat.  De diepteverspreiding is 0 tot 1000 m onder het wateroppervlak. 

## Relatie tot de mens
Chionodraco rastrospinosus is voor de visserij van beperkt commercieel belang. In de hengelsport wordt er weinig op de vis gejaagd. 